# Can't Knock the Hustle
«Can't Knock the Hustle» és una cançó de la banda estatunidenca Weezer pertanyent a l'àlbum Weezer (The Black Album), que es va publicar l'11 d'octubre de 2018.
És una cançó difícil de classificar ja que inclou diversos gèneres musicals com el funk, música llatina, disco i pop rock, i també una de les poques cançons compostes per Weezer que conté paraulotes.
El videoclip fou dirigit per Guy Blelloch i produït per Jerry Media, i es va llançar el mateix dia que el senzill. No hi apareix cap membre de la banda si bé Pete Wentz de Fall Out Boy vesteix les ulleres de Rivers Cuomo, i aprofitant aquest detall, el personatge interpretat per Pete Wentz s'anomena Rivers Wentz. També hi apareixen James Ohliger i Romane Recalde.

## Llista de cançons
| Núm. | Títol                    | Durada |
| ---- | ------------------------ | ------ |
| 1.   | «Can't Knock the Hustle» | 3:42   |